# Ammó d'Adrianòpolis
Ammó d'Adrianòpolis (en grec antic: Ἄμμων, en llatí: Ammon) fou bisbe de la ciutat d'Adrianòpolis l'any 400. Va escriure en llengua grega l'obra Sobre la resurrecció, contra Orígenes. Va ser present al Primer Concili de Constantinoble l'any 381.